# ستيف برنارد
ستيف برنارد (28 ديسمبر 1949 في أستراليا - ) (بالإنجليزية: Steve Bernard)‏ هو لاعب كريكت أسترالي. لعب مع فريق جنوب ويلز الجديد للكريكت ‏.

## وصلات خارجية
- ستيف برنارد على موقع إي آس بي آن كريك إنفو (الإنجليزية)